# Nordea

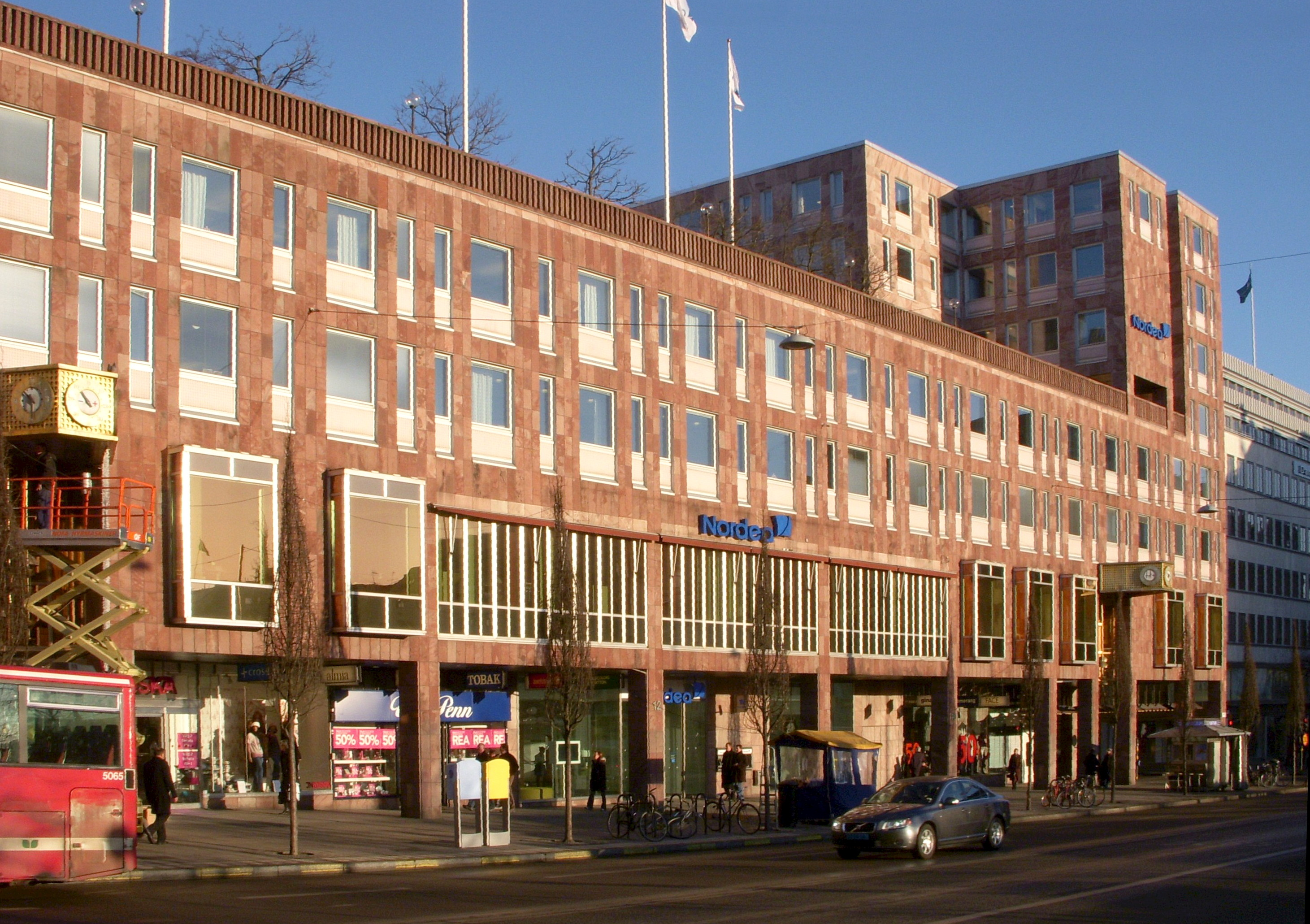
La maison PK, siège de Nordea à Stockholm.

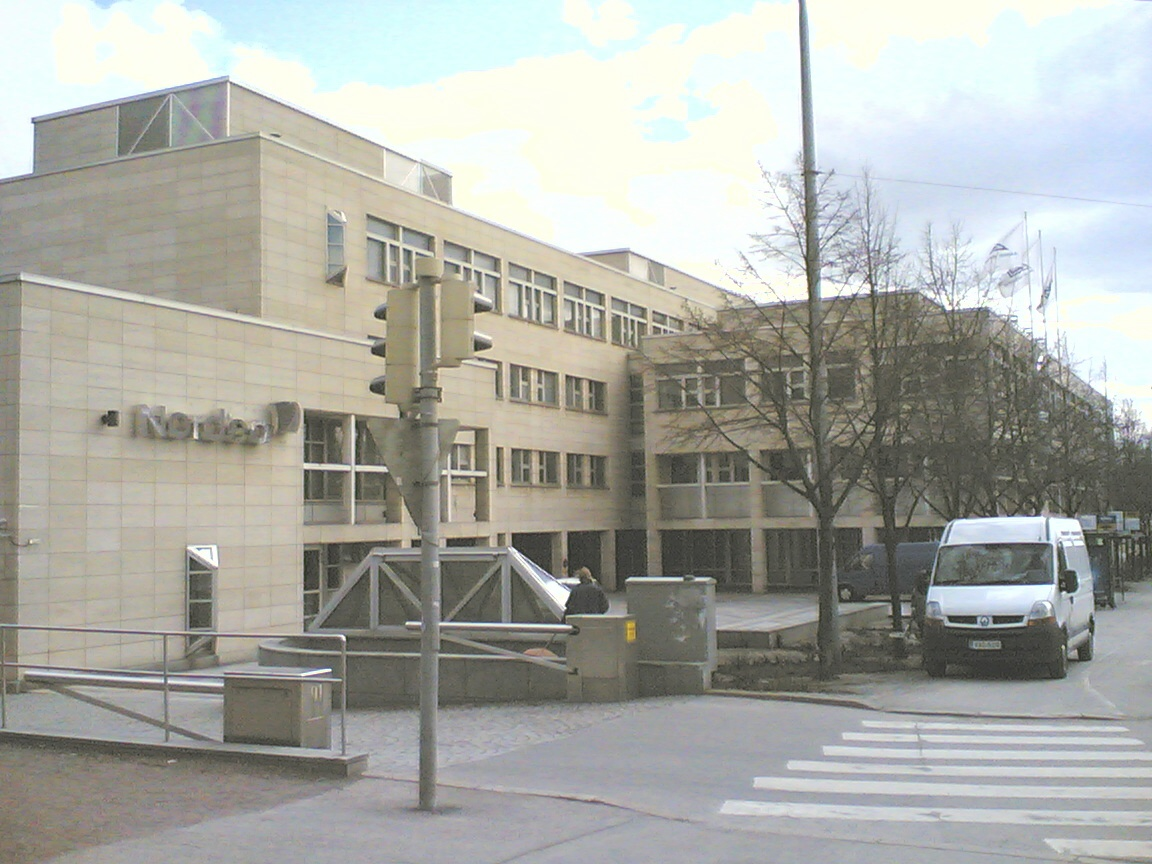
Une agence de Nordea à Helsinki.

Nordea Bank est un groupe bancaire basé à Helsinki et présent dans les pays nordiques. Sampo Group Oyj, groupe financier finlandais, est son principal actionnaire. Elle est poursuivie en 2024 pour blanchiment.

## Histoire
Nordea est issu de différentes fusions et acquisitions des banques : Nordbanken, Merita Bank, Unibank et Kreditkassen (Christiania Bank) qui ont eu lieu entre 1997 et 2000. En mars 2009, le gouvernement suédois détient toujours une participation de 19,9 % dans Nordea et le Groupe Sampo détient lui une participation de 18,5 %.
En septembre 2013, le gouvernement suédois est totalement sorti du capital de Nordea. La vente de sa participation lui a rapporté au total 9,4 milliards de dollars.
En octobre 2017, Nordea annonce la suppression de 6 000 postes, soit 13 % de ses effectifs.
En septembre 2018, Nordea et DnB NOR vendent à Blackstone pour 1 milliard d'euros une participation de 60 % dans leur filiale commune Luminor, filiale créée en 2016 par la fusion de leurs activités en Estonie, Lettonie et Lituanie.
En décembre 2019, Nordea annonce l’acquisition de SG Finans, filiale de la Société générale dédiée à la banque de financement dans les pays nordiques.
En septembre 2021, Sampo annonce la vente pour 745 millions d'euros d'une participation de 1,8 % de Nordea, sa participation totale passant à 10,1 %, après avoir vendu également une participation de 4 % de Nordea en mai 2021. En octobre 2021, cette même participation passe à 6,1 %.
En mars 2022, Nordea annonce l'acquisition de Topdanmark Life pour 270 millions d'euros, spécialisée dans l'assurance vie au Danemark.
En juillet 2024, La banque est poursuivie au Danemark pour avoir blanchi environ 3,5 milliards d’euros entre 2012 et 2015.

## Activité dans le monde
Actuellement, Nordea est présent via des filiales dans les pays suivants : Danemark, Suède, Norvège, Finlande, Estonie, Lettonie, Lituanie, Luxembourg, Pologne, Suisse et Allemagne. Nordea est coté aux indices boursiers suivants : OMX Helsinki 25, OMX Copenhagen 20, OMX Stockholm 30. Nordea a plus de 1400 agences qui desservent 10 millions de clients.
En 2006, le personnel était dispersé principalement entre 5 pays : 
- 8 214 employés en Finlande;
- 8 084 personnes au Danemark;
- 8 038 personnes en Suède;
- 3 335 personnes en Norvège;
- 1 090 personnes en Pologne.

## Propriété et actionnariat
L’actionnariat de Nordea est enregistré à la  Bourse d’Helsinki, la Bourse de Stockholm et la Bourse de Copenhague.

### Actionnaires principaux
Les actionnaires les plus importants au 28 février 2019 sont
1. Sampo Oyj 21,3 %
2. Le fond  Nordea Fonden 3,9 %
3. Alecta 2,4 %
4. Le fond Vanguard-rahastot 2,3 %
5. Le fond Swedbank Robur  2,3 %
6. Cevian Capital 2,3 %

### Actionnaires par pays
La répartition par pays est la suivante en décembre 2010:
1. Suède: 42 %;
2. Finlande: 29 %;
3. Danemark: 9 %;
4. États-Unis: 8 %;
5. Grande-Bretagne: 4 %;
6. Norvège: 2 %;
7. Luxembourg: 2 %;
8. Autres: 4 %.

## Sources
- (fi) Cet article est partiellement ou en totalité issu de l’article de Wikipédia en finnois intitulé « Nordea » (voir la liste des auteurs).

- (en) Cet article est partiellement ou en totalité issu de l’article de Wikipédia en anglais intitulé « Nordea » (voir la liste des auteurs).

- Sites officiels : (en) www.nordea.com, (sv) www.nordea.se, (da) www.nordea.dk, (fi) www.nordea.fi et (no) www.nordea.no
- Ressource relative aux organisations :   - Registre de transparence de l'UE
- Notices dans des dictionnaires ou encyclopédies généralistes :   - Den Store Danske Encyklopædi
  - Uppslagsverket Finland
- Notices d'autorité :   - VIAF
  - LCCN
  - GND
  - Lettonie
  - WorldCat